# Юлдус
Юлду́с (рос. Юлдус) — село у складі Шадрінського району Курганської області, Росія. Адміністративний центр Юлдуської сільської ради.
Населення — 585 осіб (2010, 766 у 2002).
Національний склад станом на 2002 рік: татари — 91 %.
Стара назва — Ічкіно.